# ASG Vorwärts Neubrandenburg
ASG Vorwärts Neubrandenburg was een Oost-Duitse legervoetbalclub uit Neubrandenburg, Mecklenburg-Voor-Pommeren, die bestond van 1956 tot 1984. De club speelde 23 seizoenen in de Oost-Duitse tweede klasse.

## Geschiedenis
Vorwärts was de opvolger van de legerclub SV der KVP Vorwärts Prenzlau dat naar Neubrandenburg verhuisde en geïntegreerd werd in de Bezirksliga Neubrandenburg. In 1957 promoveerde de club samen met stadsrivaal BSG Turbine naar de II. DDR-Liga, de derde klasse. In 1960 werd de club kampioen voor Vorwärts Rostock en promoveerde zo naar de DDR-Liga. De club werd een vaste waarde in de DDR-Liga en degradeerde enkel één seizoen in 1970. In 1978 werd de club ook kampioen en nam deel aan de eindronde om promotie naar de DDR-Oberliga, maar slaagde er niet in te promoveren. In 1984 werd de club voor de tweede keer kampioen, maar nu werd de club slachtoffer van de politiek. De legersportvereniging ASV Vorwärts besloten dat er naast eersteklasse Vorwärts Frankfurt nog maar twee legerclubs in de DDR-Liga mochten spelen. ASV Vorwärts besloot om deze plaatsen te geven aan Vorwärts Dessau en Vorwärts Stralsund. De deelname aan de eindronde ging naar vicekampioen Dynamo Schwerin.
De club werd ontbonden en vele spelers sloten zich aan bij ASG Vorwärts Fünfeichen. De jeugd bleef bestaan tot 1992 en sloot zich dan aan bij SV Post Telekom Neubrandenburg.